# 亀井茲監
亀井 茲監（かめい これみ）は、石見津和野藩の第11代（最後）の藩主。津和野藩亀井家12代。

## 略歴
文政8年（1825年）10月5日、筑後久留米藩の第9代藩主有馬頼徳の六男として江戸で生まれる。天保10年（1839年）に津和野藩の第10代藩主亀井茲方の養子となり、6月21日に茲方の隠居にともない家督を継いだ。天保11年（1840年）2月に従五位下・隠岐守に叙位・任官する。
天保13年（1842年）、宿老の多胡丹波を隠居させて藩政の実権を握ると、岡熊臣を登用して学問を奨励し、さらに江戸深川にある下屋敷を売却するなどして得た1万両を学問関係に投資するなど、学問発展に寄与した。万延元年（1860年）に従四位下に昇叙する。
幕末期は長州藩の隣藩だったことから、佐幕派と尊王派の間を苦慮した形となり、慶応2年（1866年）の第2次長州征伐には消極的な立場をとり、幕府軍が撤退すると、幕府が目付として残していた長谷川久三郎を長州藩に引き渡して和睦している。以降は新政府への恭順を積極的に示し、廃城令発令（1873年）に二年先立つ形となる1871年の廃藩に併せて居城三本松城の破却（民間払下）を行った（居城の破却に伴い、残される城内社の旧宝物殿へと文物が移送されたため、茲監着用の直垂が現存）。慶応4年（1868年）1月には新政府の参与に任じられ、岡熊臣・大国隆正・福羽美静と続く国学系譜を藩内から築いているなど教育関係に秀でた手腕を持っていたことから、神祇事務局判事・議定職神祇事務局輔・神祇官副知事などを歴任し、宗教関係の行政を主に任されることとなった。
明治2年（1869年）6月、版籍奉還により津和野藩知事に任じられ、従四位上に昇叙する。明治3年（1870年）には正四位に昇叙され、明治4年（1871年）には従三位に昇叙された。なお、諸藩に先立って6月25日に廃藩置県により藩知事を免官された。
明治9年（1876年）、家督を養子の茲明に譲って隠居する。明治14年（1881年）には勲三等・旭日中綬章を授与された。明治18年（1885年）3月23日、東京の小石川邸で死去した。享年61。